# Aspidoscelis velox
Espèce
Synonymes
- Cnemidophorus velox Springer, 1928

Statut de conservation UICN

 LC  : Préoccupation mineure

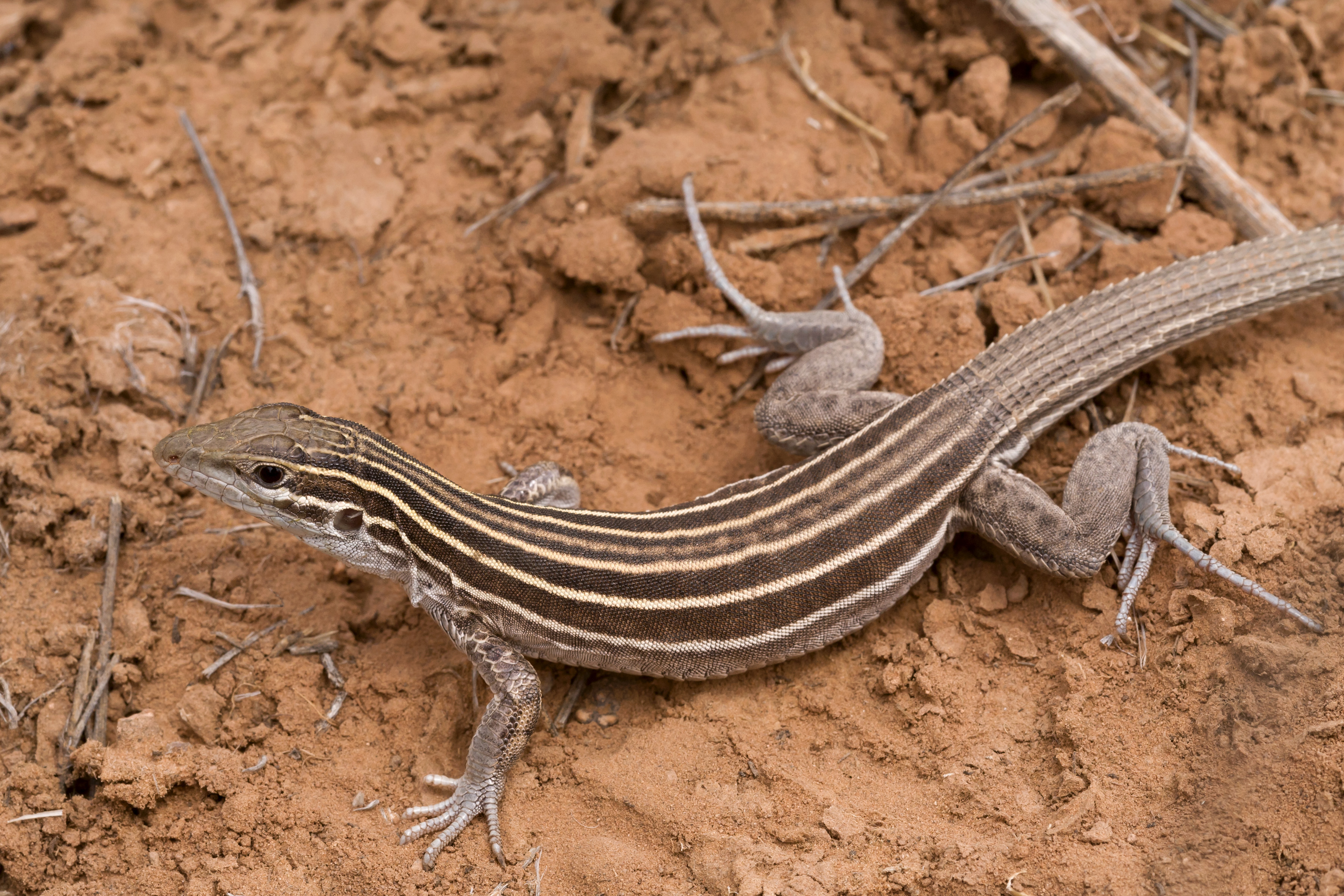
Aspidoscelis velox

Aspidoscelis velox est une espèce de sauriens de la famille des Teiidae.

## Répartition
Cette espèce est endémique des États-Unis. Elle se rencontre dans le sud-est de l'Utah, dans le Colorado, dans le nord de l'Arizona et le Nord du Nouveau-Mexique. Elle a été introduite dans le parc d'État de The Cove Palisades en Oregon.

## Publication originale
- Springer, 1928 : An annotated list of the lizards of Lee's Ferry, Arizona. Copeia, vol. 1928, n. 169, p. 100-104.